# 長門正貢
長門 正貢（ながと まさつぐ、1948年11月18日 - ）は、日本の実業家。学位は国際関係論修士（タフツ大学・1976年）。
富士重工業株式会社副社長、シティバンク銀行株式会社会長、株式会社ゆうちょ銀行社長、日本郵政株式会社社長を歴任した。現在、マッキンゼー・アンド・カンパニー・シニア・アドバイザー、楽天銀行取締役、学校法人学習院評議員。

## 概説
日本興業銀行（興銀）の常務執行役員調査本部長を経て、富士重工業にて代表取締役副社長などを務めたあと、シティバンク銀行に転じ取締役会長を務めた。その後、ゆうちょ銀行の代表執行役社長を経て、日本郵政の取締役となり代表執行役社長を務めた。

## 来歴

### 生い立ち
北海道小樽市生まれ。東京都出身。千葉県市川市の小学校、学習院中・高等科を経て、一浪後、1972年に一橋大学社会学部を卒業して日本興業銀行（現：株式会社みずほ銀行）に入行。学習院時代の同級生に元総務大臣の鳩山邦夫、作曲家の都倉俊一、能見善久東京大学名誉教授、元朝日新聞編集委員の萩谷順がいる。のちに日本郵政やゆうちょ銀行で取締役を務めた岡本毅元日本経団連副会長は大学の硬式テニス同好会の2年先輩。

### 興銀グループにて
一橋大では宮川公男ゼミに所属し計量経済学を学び、興銀入行後は、経済学の勉強を続けるために調査部配属を希望し、4年間マクロ経済分析を担当した。1974年からタフツ大学のフレッチャー法律外交大学院に留学。1976年に修了し国際関係論修士の学位を取得。
興銀では、資源開発のプロジェクト・ファイナンスを担当したのち渡米。1979年からヒューストン駐在員事務所在勤、1987年からニューヨーク・A.G.ランストン証券に出向し、上席副社長としてトレーダー業を行う。1991年に帰国すると、国際金融から国内営業に転じ、課長級の興銀本店営業本部業務部副参事役に就任。調査役として新日本製鐵等の鉄鋼業や、自動車業、ノンバンク及び福岡支店の案件の審査を担当し、兵庫銀行救済問題にもあたった。以後、国際営業二部参事役等を務め、興銀法人営業部門で、エネルギー関連、自動車、電機関連、商社などを担当。1997年から同行バンコク支店長。同年のアジア通貨危機の中、タイ財務相や中央銀行総裁との面会を重ね、5億ドル以上の融資を行う。2000年から興銀執行役員、2001年から常務執行役員調査本部長、2002年からみずほ銀行常務執行役員、2003年からみずほコーポレート銀行（現：みずほ銀行）常務執行役員・米州統括役員。2006年退任。

### 富士重工グループにて
2006年から富士重工業(現: SUBARU)に移り、2006年6月同専務執行役員、2007年4月専務執行役員スバル海外第二営業本部長、2007年6月取締役兼専務執行役員スバル海外第二営業本部長、2008年6月取締役兼専務執行役員、2010年6月代表取締役副社長と歴任し、スバルの海外営業を担当した。同社在籍中に新生銀行社長職へのヘッドハンティングを受けたが、固辞する。

### シティバンクグループにて
2011年6月シティバンク銀行（シティバンクの日本法人）取締役副会長。2012年1月同行取締役会長就任。会長就任前の2011年に3度の業務停止命令がなされたことを受け内部統制強化に対応した。2015年3月退任。

### 日本郵政グループにて
2015年5月11日、同年秋のゆうちょ銀行上場を控え金融に精通していることのほか、北米でスバルの販売拡大を主導したことさらに、シティバンク銀行の経営再建に尽力したことが評価され、ゆうちょ銀行取締役兼代表執行役社長に就任。
2016年4月1日付で、西室泰三日本郵政社長の病気による退任に伴い、ゆうちょ銀行の代表執行役社長職を退き（取締役としては留任）、後任の日本郵政取締役兼代表執行役社長に就任した。日本郵便取締役兼務。6月からかんぽ生命取締役も兼務。2018年4月には日本郵政不動産を設立し、会見で「不動産事業をより効率的に推進し将来のグループ収益の柱の一つにしたい」とした。同月にクローズアップ現代+で「郵便局が保険を“押し売り”!?」が放送されたが、10月にNHK経営委員会より上田良一NHK会長に対し厳重注意処分の措置がとられたとの報告を受けた。
2019年12月27日、かんぽ生命の不適切販売の責任を取り辞任を正式発表。日本郵政代表執行役社長を2020年1月5日、同取締役を1月11日に退任した。

### 社外
2018年10月学校法人学習院評議員。2021年1月1日付でマッキンゼー・アンド・カンパニー日本支社シニア・アドバイザーに就任。2021年2月Insight Partnersシニア・アドバイザー。2022年6月27日付で楽天銀行取締役。2022年6月日本工業倶楽部理事。大阪駅周辺・中之島・御堂筋周辺地域都市再生緊急整備協議会構成員、国立大学法人一橋大学経営協議会委員、国立大学法人一橋大学社会科学の発展を考える円卓会議委員等も歴任した。